# Mira quién va a Eurovisión
Mira quién va a Eurovisión es un programa de televisión que fue emitido en directo por La 1, La 1 HD, TVE Internacional y rtve.es, así como en la web oficial del festival eurovision.tv el 22 de febrero de 2014 de 22:00 a 23:55 horas, en el cual se realizó la elección del artista y la canción que representará a España en el Festival de la Canción de Eurovisión 2014 en Copenhague (Dinamarca). La gala fue presentada por Anne Igartiburu, que repitió como presentadora en este tipo de galas (presentó en 2010, 2011 y 2012).
Televisión Española anunció el 20 de enero de 2014 de manera oficial la forma a través de la cual saldrá el representante de España en el Festival de la Canción de Eurovisión 2014.
Los candidatos preseleccionados internamente por TVE  son Raúl, Ruth Lorenzo, La Dama, Jorge González y Brequette Cassie.

## Participantes y canciones
| Artista          | Descripción                   | Canción (Traducción al castellano)              | Compositores                                | Equipo                                             |
| ---------------- | ----------------------------- | ----------------------------------------------- | ------------------------------------------- | -------------------------------------------------- |
| Brequette Cassie | Exconcursante de La Voz       | "Más (Run)"                                     | Tony Sánchez y Thomas G:son                 | Warner Music Group, Euterpe Music y Francis Viñolo |
| Jorge González   | Exconcursante de OT y La Voz  | "Aunque se acabe el mundo"                      | DABRUK, Leticia Fuentes y Mª José Fernández | Tony Media y Miriam Benedite                       |
| La Dama          | Cantante                      | "Estrella fugaz"                                | Melendi                                     | Warner Music Group, Dani Abad y Melendi            |
| Raúl             | Cantante                      | "Seguir sin ti"                                 | William Luque y Domingo Sánchez             | William Luque y Domingo Sánchez                    |
| Ruth Lorenzo     | Exconcursante de The X Factor | "Dancing in the Rain" (Bailando bajo la lluvia) | Ruth Lorenzo, Jim Irvin y Julian Emery      | Roster Music, Ricardo Campoy y Dani Valls          |

## Equipo técnico
Presentadora
| Presentador     | Profesión                  |
| --------------- | -------------------------- |
| Anne Igartiburu | Presentadora de televisión |

Director
| Director           | Profesión              |
| ------------------ | ---------------------- |
| Álvaro García Moro | Director de televisión |

Realizador
| Realizador         | Profesión                |
| ------------------ | ------------------------ |
| Jordi Vives Pamies | Realizador de Televisión |

Guion
| Guion            | Profesión |
| ---------------- | --------- |
| Isabel Arranz    | Guionista |
| Amalio Rodríguez | Guionista |

Jurado
El jurado de la gala estará formado por:
| Jurado           | Ocupación                          |
| ---------------- | ---------------------------------- |
| David Bustamante | Cantante y compositor              |
| Merche           | Cantante y compositora             |
| Mónica Naranjo   | Cantante, compositora y productora |

Invitados
| Presentador      | Profesión         | Información            |
| ---------------- | ----------------- | ---------------------- |
| Gisela           | Cantante          | Medley eurovisivo      |
| Andrea de Pablos | Cantante y actriz | Sirenita de Copenhague |

## Resultados
| Nº | Intérprete(s)    | Canción                                         | Pts. Merche | Pts. David | Pts. Mónica | Total Jurado | Pts. Público | Posición | Total Pts. |
| -- | ---------------- | ----------------------------------------------- | ----------- | ---------- | ----------- | ------------ | ------------ | -------- | ---------- |
| 1  | Brequette Cassie | "Más (Run)"                                     | 12          | 12         | 12          | 36           | 30 (27,40%)  | 2        | 66         |
| 2  | La Dama          | "Estrella fugaz"                                | 6           | 6          | 6           | 18           | 18 (6,93%)   | 5        | 36         |
| 3  | Ruth Lorenzo     | "Dancing in the Rain" (Bailando bajo la lluvia) | 10          | 10         | 10          | 30           | 36 (30,97%)  | 1        | 66         |
| 4  | Jorge González   | "Aunque se acabe el mundo"                      | 8           | 8          | 8           | 24           | 24 (25,34%)  | 3        | 48         |
| 5  | Raúl             | "Seguir sin ti"                                 | 7           | 7          | 7           | 21           | 21 (9,36%)   | 4        | 42         |

1. 1 2  Al sumar todos los puntos, Ruth y Brequette quedaron empatadas con 66 puntos, pero como en caso de empate prevalecía la decisión de la audiencia, Ruth Lorenzo fue proclamada representante de España para Eurovisión 2014.

## En Eurovisión
Como miembro del denominado "Big Five", España se clasifica automáticamente para la final, que se celebró el 10 de mayo de 2014. Además de su participación en la final, España votó en la primera semifinal el 6 de mayo de 2014.
En el concurso, Ruth Lorenzo actuó con cuatro coristas en el escenario: Mey Green, Sandra Borrego, Aiwinnie Mybaby y Alana Sinkëy.
España retransmitió la primera semifinal por la La 2 y la final a través de La 1 y La 1 HD. Ambos shows los comentó José María Íñigo.
Finalmente España, con Ruth Lorenzo y su Dancing in the Rain, terminó con 74 puntos recibidos de 17 países, empatada con Dinamarca en la 9ª posición, pero debido a la norma existente en el concurso por la cual en caso de empate prevalece el país votado por más países, al haber recibido Dinamarca puntos de 18 países ocupa la 9ª posición, relegando a España a la 10.ª posición.

### Jurado español
A continuación, se muestran los cinco miembros del jurado profesional que conformará los votos de España al 50% con el público.
- Raúl Fuentes – Presidente – artista
- Damaris Abad – artista
- Jorge González – cantante
- Leticia Fuentes – compositora, cantante
- Francisco Rodríguez – productor, músico, letrista y cantante

## Predecesor y sucesor
| Predecesor: El Sueño de Morfeo, destino Eurovisión | Mira quién va a Eurovisión 2014 | Sucesor: Elección interna |